# Tô Thị Bích Châu
Tô Thị Bích Châu (sinh năm 1969) là một nữ chính trị gia người Việt Nam. Bà hiện là Đại biểu Quốc hội Việt Nam khóa XV nhiệm kì 2021-2026 thuộc đoàn Đại biểu Quốc hội Thành phố Hồ Chí Minh. Bà nguyên là Ủy viên Đảng đoàn, Phó Chủ tịch Ủy ban Trung ương Mặt trận Tổ quốc Việt Nam.
Bà từng là Ủy viên Ban Thường vụ Thành ủy Thành phố Hồ Chí Minh, Bí thư Quận ủy Quận 1, Bí thư Đảng đoàn, Chủ tịch Ủy ban Mặt trận Tổ quốc Việt Nam Thành phố Hồ Chí Minh.

## Tiểu sử
Tô Thị Bích Châu sinh ngày 1 tháng 6 năm 1969 quê quán ở xã Tân Thủy, huyện Ba Tri, tỉnh Bến Tre.

## Giáo dục
- Giáo dục phổ thông: 12/12
- Đại học Y Dược chuyên ngành Dược, Cử nhân Kinh tế - Chính trị
- Cao cấp lí luận chính trị

## Sự nghiệp
Từ tháng 10 năm 1993 đến tháng 3 năm 2006: Bà công tác tại Công ty Dịch vụ Y tế tổng hợp Quận 4 (nay là Công ty cổ phần dược phẩm và dịch vụ y tế Khánh Hội) thuộc Công ty Dược Sài Gòn (Sapharco), giữ chức vụ lần lượt là Cửa hàng trưởng, Trưởng phòng Kinh doanh; Phó Giám đốc Công ty. Bà gia nhập Đảng Cộng sản Việt Nam vào ngày 01/02/1997.
Từ tháng 3 năm 2006 đến tháng 6 năm 2007, bà giữ chức vụ Phó Bí thư Đảng bộ, Phó Giám đốc Trung tâm Y tế Quận 4.
Từ tháng 6 năm 2007 đến tháng 01 năm 2010: Ủy viên Ban Chấp hành Đảng bộ Quận 4; Phó Bí thư Đảng bộ Bệnh viện Quận 4; Trưởng phòng Y tế Quận 4.
Từ tháng 01 năm 2010 đến tháng 12 năm 2014: Bà giữ chức vụ Ủy viên Ban Thường vụ Quận ủy; Phó Chủ tịch Ủy ban nhân dân Quận 4. Đại biểu Hội đồng nhân dân Thành phố khóa VIII (nhiệm kỳ 2011 - 2016).
Từ tháng 01 năm 2015 đến tháng 2 năm 2017: Bà là Trưởng ban Văn hóa - Xã hội Hội đồng nhân dân Thành phố khóa VIII; Phó Chủ tịch Hội Liên hiệp Phụ nữ Thành phố; Thành ủy viên, Bí thư Đảng đoàn, Ủy viên Đoàn Chủ tịch Trung ương Hội Liên hiệp Phụ nữ Việt Nam; Chủ tịch Hội Liên hiệp Phụ nữ Thành phố.
Ngày 22 tháng 5 năm 2016, bà trúng cử Đại biểu Quốc hội Việt Nam khóa XIV (2016-2021) ở đơn vị bầu cử số 2, thành phố Hồ Chí Minh (gồm quận 7 và các huyện: Nhà Bè, Cần Giờ) với tỉ lệ 63,77% số phiếu.
Ngày 20 tháng 2 năm 2017, bà được Ban Thường vụ thành ủy Thành phố Hồ Chí Minh giới thiệu để Ủy ban Mặt trận tổ quốc Việt Nam TP.HCM hiệp thương giữ chức vụ Chủ tịch Ủy ban Mặt trận tổ quốc Việt Nam TP.HCM.
Sáng 22 tháng 2 năm 2017, Hội nghị bất thường Ủy ban MTTQ Việt Nam Thành phố Hồ Chí Minh nhiệm kỳ X (2014-2019) đã tiến hành hiệp thương bổ sung, cử bà Tô Thị Bích Châu giữ chức Chủ tịch Ủy ban MTTQ Việt Nam Thành phố Hồ Chí Minh nhiệm kỳ X (2014-2019).
Từ tháng 6 năm 2017, bà được hiệp thương cử làm Phó Chủ tịch không chuyên trách Ủy ban Trung ương Mặt trận Tổ quốc Việt Nam nhiệm kì 2014 - 2019.
Ngày 28 tháng 6 năm 2019, tại Hội nghị lần thứ nhất khóa 11 của Ủy ban Mặt trận Tổ quốc Việt Nam Thành phố Hồ Chí Minh, Tô Thị Bích Châu tiếp tục được cử giữ chức vụ Chủ tịch Ủy ban Mặt trận Tổ quốc Việt Nam Thành phố Hồ Chí Minh khóa 11 nhiệm kì 2019-2024.

### Đại biểu Hội đồng nhân dân Thành phố Hồ Chí Minh nhiệm kì 2016-2021
Ngày 8 tháng 12 năm 2016, bà cho rằng nguyên nhân kẹt xe ở TPHCM ngày càng nặng là do sở xây dựng TPHCM cấp phép xây dựng các công trình liền kề nhau tràn lan, đặc biệt là ở quận 1 và phản đối lãnh đạo sở này.

### Đại biểu Quốc hội Việt Nam
Ngày 25 tháng 7 năm 2016, bà cho rằng "đã có đủ tiêu chí, căn cứ để tiến hành giám sát về môi trường".
Sáng ngày 9 tháng 11 năm 2016, khi thảo luận về dự án Luật hỗ trợ doanh nghiệp vừa và nhỏ, bà nêu lên việc các doanh nghiệp có lãi thường bị ba đoàn kiểm tra của Bộ Tài chính, Bộ Công thương, Tổng cục thuế thanh tra nhiều lần trong năm, và họ phải lo lót tiền cho các cuộc thanh tra này.
Ngày 30 tháng 5 năm 2017, về dự án Luật quản lý nợ công (sửa đổi), bà cho rằng không nên tính nợ của doanh nghiệp nhà nước vào nợ công vì các doanh nghiệp này có quyền tự chủ trong việc vay và trả nợ. Còn về dự án Luật tố cáo (sửa đổi), bà cho rằng phải quy định hình thức tố cáo qua fax, email, điện thoại.

### Bí thư Quận ủy Quận 1
Ngày 29 tháng 7 năm 2022, Bí thư Thành ủy TP.HCM Nguyễn Văn Nên chủ trì lễ công bố và trao quyết định của Ban Thường vụ Thành ủy cho một số nhân sự.
Theo đó, bà Tô Thị Bích Châu, Ủy viên Ban Thường vụ Thành ủy, Chủ tịch Ủy ban MTTQ Việt Nam TP.HCM, được chỉ định, điều động tham gia Ban Chấp hành Đảng bộ, Ban Thường vụ Quận ủy và giữ chức Bí thư Quận ủy quận 1, nhiệm kỳ 2020-2025.

### Phó Chủ tịch Ủy ban Trung ương Mặt trận Tổ quốc Việt Nam
Ngày 23 tháng 1 năm 2024, tại Hội nghị Đoàn Chủ tịch Ủy ban Trung ương MTTQ Việt Nam lần thứ 19 khóa IX. Phó Chủ tịch Ủy ban Trung ương MTTQ Việt Nam Nguyễn Hữu Dũng đã trình bày tờ trình, căn cứ quyết định của Ban Bí thư điều động, phân công, chỉ định bà thôi tham gia Ban Thường vụ Thành ủy TPHCM để tham gia Đảng Đoàn MTTQ Việt Nam, giới thiệu để Ủy ban Trung ương MTTQ Việt Nam hiệp thương cử, tham gia Ủy ban, Đoàn Chủ tịch, Ban Thường trực Ủy ban Trung ương MTTQ Việt Nam và giữ chức Phó Chủ tịch Ủy ban Trung ương MTTQ Việt Nam, nhiệm kỳ 2019 - 2024.
Ngày 24 tháng 1 năm 2024, tại Hội nghị Ủy ban Trung ương MTTQ Việt Nam lần thứ 9, khóa IX, nhiệm kỳ 2019-2024 đã đã hiệp thương cử đồng chí Tô Thị Bích Châu, Ủy viên Đảng Đoàn MTTQ Việt Nam tham gia Ủy ban, Đoàn Chủ tịch và giữ chức Phó Chủ tịch Ủy ban Trung ương MTTQ Việt Nam, khóa IX, nhiệm kỳ 2019-2024.
Ngày 22 tháng 5 năm 2025, Ban Thường trực Ủy ban Trung ương MTTQ Việt Nam tổ chức Hội nghị công bố quyết định của Ban Bí thư về công tác cán bộ. Theo đó, bà Tô Thị Bích Châu, Ủy viên Ban Thường vụ Đảng ủy MTTQ, các đoàn thể Trung ương, Phó Chủ tịch Ủy ban Trung ương MTTQ Việt Nam nghỉ hưu trước tuổi từ ngày 1/5/2025.